# 지학사
주식회사 지학사(志學社)는 1965년에 설립된 출판사이다. 현재 초등 교재 5종, 중등 교재 10종, 고등 교재 17종, 검정 교과서 49종과 국정 교과서 10종, 독서평설을 발행하고 있다. 2007 · 2008 서울 국제 도서전에 2회 연속으로 참가하였다. 진학사, 교학사, 화학사와 무관한 별개의 기업이다.

## 논란
초등학교 국정 교과서 표지에 일본인 사진을 다수 넣어 물의를 일으킨바 있다.

## 계열사
- 독서평설